# 監理官
監理官於台灣為台灣省行政長官公署於1945年設置之相當特殊官制，用意在於接管部分大型日私產株式會社的業務，也就是將台灣日治時期大型私人公司以公權力轉為公營的關鍵官職。該官職於日治時期結束相當普遍，光直屬於行政長官公署的就有「木栓瓶蓋公司監理官」、「酒瓶公司監理官」、「印刷公司監理官」、「樟腦油加工公司監理官」及「製樽公司監理官」等。